# Hannelore Kraft
Hannelore Kraft (født Külzhammer, 12. juni 1961 i Mülheim an der Ruhr) er en tysk økonom og politiker fra SPD, der var ministerpræsident i Nordrhein-Westfalen fra 2010 til 2017.
Kraft, der oprindeligt er bankuddannet og har arbejdet i Dresdner Bank, færdiggjorde i 1989 en diplomuddannelse i økonomi fra Universität Duisburg-Essen.
Hun debuterede i politik som medlem af delstatsparlamentet i Nordrhein-Westfalen i 2000. Hun blev i 2007 formand for SPD i Nordrhein-Westfalen og fra juli 2010 ministerpræsident i delstaten som den første kvinde nogensinde og den blot tredje kvindelige ministerpræsident i Tyskland. Mens hun i begyndelsen stod i spidsen for en rød-grøn mindretalsregering med Die Grünen, opnåede SPD fremgang i 2012, hvilket gav regeringen absolut flertal.
Fra november 2010 til oktober 2011 var hun desuden formand for Forbundsrådet som den første kvinde i historien. Fra 2009 til 2017 var hun endvidere en af fire næstformænd for SPD på forbundsniveau.
Efter årene som ministerpræsident forsatte hun som menigt medlem af landdagen i Düsseldorf, men genopstillede ikke ved valget i 2022.
Siden 2020 har hun været formand for Friedrich-Ebert-Stiftung og siden marts 2024 næstformand for bestyrelsen for Borussia Mönchengladbach.